# Sjøvegan
Sjøvegan är en kyrkby som utgör centralort och enda tätort i Salangens kommun i Troms fylke i norra Norge. Orten ligger där fylkesväg 84 möter fylkesväg 851, vid Sagfjorden som är den innersta delen av fjorden Salangen. Här finns Salangens kyrka.

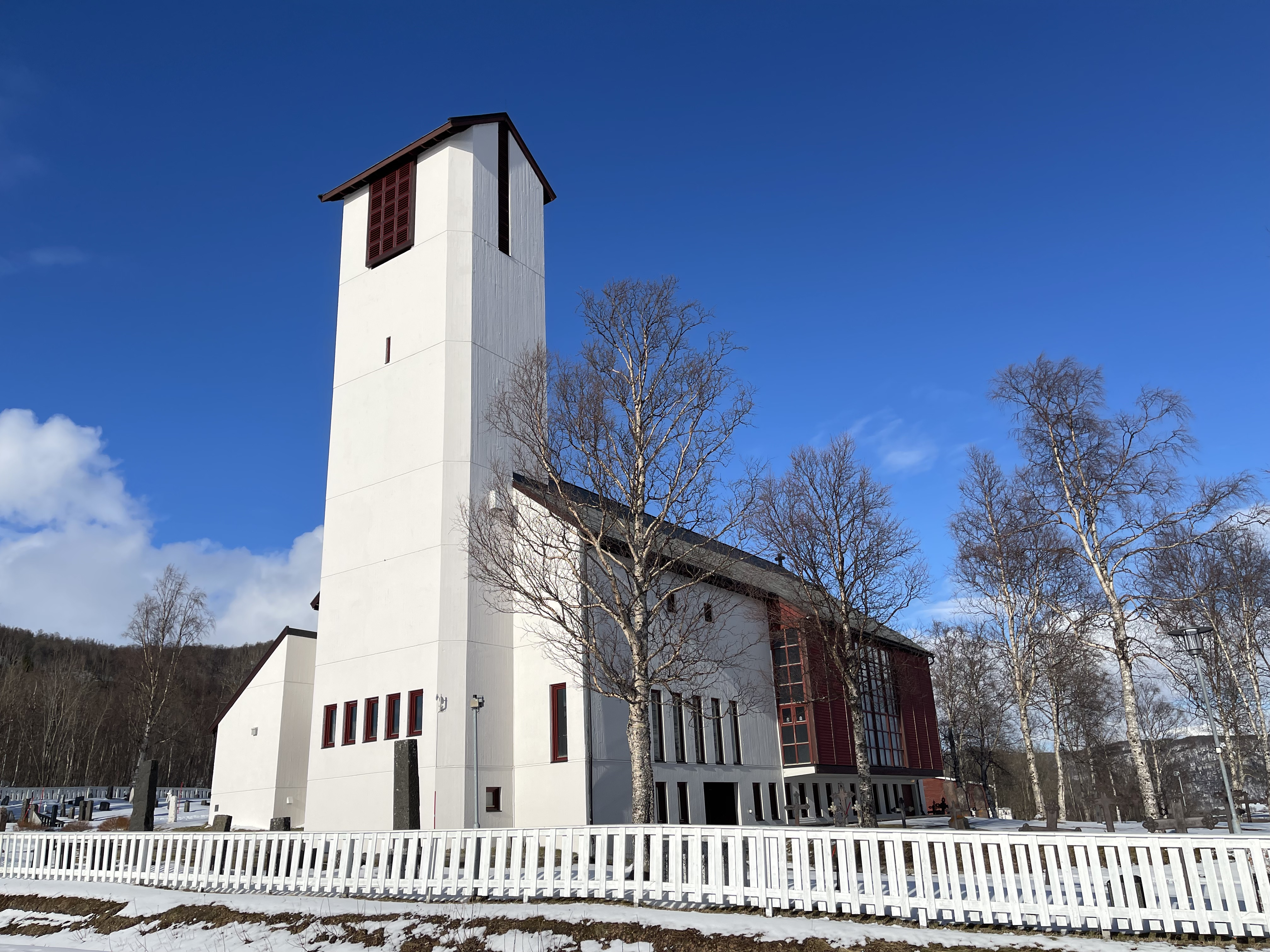
Salangens kyrka.